# Танака, Тадамити
Тадами́ти Тана́ка (яп. 田中 忠道 Танака Тадамити, 22 февраля 1945 — 3 апреля 2013) — японский борец вольного стиля, чемпион мира и Азиатских игр.

## Спортивные результаты
- Чемпион мира (1969).
- Чемпион Азиатских игр (1966).
- Чемпион Японии (1966)[3], серебряный призёр чемпионатов Японии (1972, 1974[4]).